# シャフラ語
シャフラ語（シャフラご）は、アフロ・アジア語族のセム語派南方セム語南アラビア諸語に属する言語である。ジッバーリ語、ジッバーリー語、山岳語、シャハラ語、シュハウラ語、カラ語、エフケロ語、ゲブレト語、シェフリ、シャフリ、シャハリ、シェレト、カラウィ、エフキリと多くの呼ばれ方がある。オマーンのドファール特別行政区の南西部の都市サラーラ周辺の海岸地帯の沿岸、高地、山岳にすむカラ人（エフケロ人、アフクロ人）、シャフラ人（シャハラ人、シェロ人）、バラハマ人、バイト・アシュ・シャイク人、バタヒラ人と多くの少数民族がこの言語を話す。話者は1993年時点で2万5000人である。下位方言には東部方言、西部方言、中部方言とクリアムリア諸島のアルハラニヤ島の方言がある。この言語を話す人々が1960年から70年代にかけてドファール反乱を起こしたことで知られる。アラビア語とは異なる言語であるが、多くのシャフラ語話者はアラビア語ドファール方言も用いる2言語使用者である。さらにシャフラ語は基本的に文章語として用いられることはない。

南アラビア諸語の分布地図（青紫がシャフラ語）